# De ontslaping van Maria
De ontslaping van Maria is een grisailleschilderij gemaakt door Pieter Bruegel de Oude rond 1564. Het is een klein, intiem werk dat door de bijzondere lichtwerking ver op zijn tijd vooruit was.

## Voorstelling
Bruegel baseerde de voorstelling op hoofdstuk 115 van de Gouden Legende waarin Jacobus de Voragine een aantal tradities over Maria-Tenhemelopneming uit de eerste eeuwen van het christendom had samengevat. In de bijbel zelf is Maria's dood immers niet vermeld. We zien een bejaarde Moeder Gods, twaalf jaar na Jezus' dood, op een hemelbed. Dankzij het opgeknoopte gordijn heeft onze blik vrij spel. Apostelen, familie en vrienden zijn samengekomen in haar huis bij de berg Zion. Het is nacht en de lichtgloed van de kaarsen en het haardvuur wordt overstemd door het goddelijke licht dat uitgaat van de stervende. Op en rond een tafel en driehoekig stoeltje zien we haar spullen: huisraad met resten van een maaltijd, een boek, pantoffels... Aan haar voeten ligt een crucifix waarnaar ze zich verlangend lijkt uit te strekken, daaronder een wijwateremmer met -kwast op een kist. Terwijl een vrouw attent Maria's kussen opschudt, lijkt Petrus (in priesterkleren) de dodenkaars uit haar handen te nemen. Achter hem staat een croceferarius met een processiekruis. In de lichtgloed zien we hevig aangedane gezichten en knielende personen, onder wie vrouwen en kinderen. De talrijke figuren verderop, aangebracht met vlugge penseelstroken, zijn in het donker haast niet de onderscheiden. Bij de haard zit een soezende kat en is een man in slaap gevallen. Hij wordt meestal geïdentificeerd als Johannes de Evangelist en in de leren tas aan zijn voeten zit dan de Apocalyps die hij op Patmos schreef. Het beeldrijm met Maria maakt duidelijk dat hem een belangrijke plaats in het verhaal is toebedeeld, maar de precieze toedracht ontgaat ons. Mogelijk is de echte Johannes de jongeman aan het voeteneinde en is de slaper een voorafspiegeling van wat met iedereen in het vertrek staat te gebeuren wanneer Jezus zal verschijnen met een hemelse schare engelen, patriarchen en martelaren. Bruegel lijkt het tafereel te hebben gevat op de drempel van het mirakel, als de ogen van de stervende dichtgaan en de goddelijke gloed reeds begint te schijnen.

## Invloeden en stijl
Het thema van Maria's sterfbed was populair in de laatmiddeleeuwse Nederlanden. De bekendste versies waren geschilderd door Hugo van der Goes en Petrus Christus en in Bruegels tijd circuleerden ook prenten van Martin Schongauer en Albrecht Dürer. Het is goed te zien dat Bruegel deze prenten kende en elementen eruit gebruikt heeft, zoals het diagonaal weergegeven hemelbed van Schongauer en de kaarsreikende Petrus van Dürer. Wat echter nog meer in het oog springt, is hoe Bruegel brak met de bestaande traditie. Bij hem geen jonge Maria omringd door de twaalf apostelen. Nog sterker dan de narratieve breuk is de picturale. Niet alleen was het ongezien om dergelijke zelfstandige panelen in grijstinten te maken, hij gebruikte ook een zo revolutionair chiaroscuro dat men bij de herontdekking – ondanks alle documentatie – niet zomaar durfde uitgaan van Bruegels auteurschap en de hypothese van een meester uit latere eeuwen openhield. Toen Bruegel het werk schilderde, was Caravaggio nog niet eens geboren, laat staan Rembrandt.

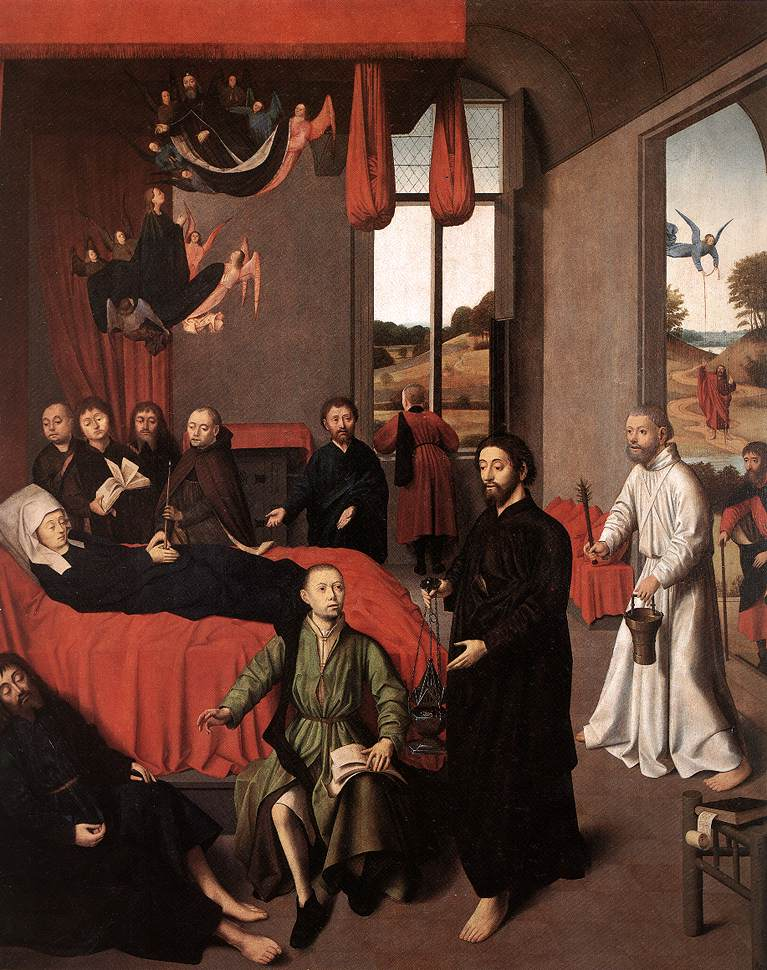
Petrus Christus, ca. 1460-65
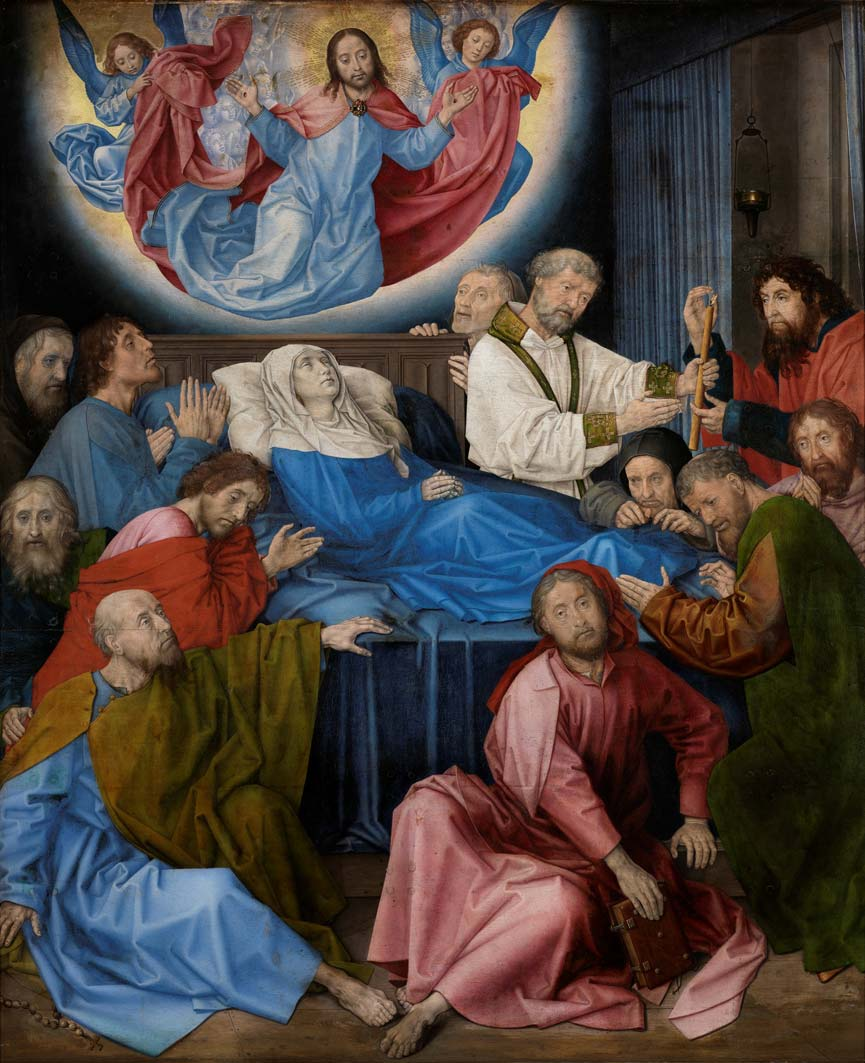
Hugo Van der Goes, ca. 1472-80
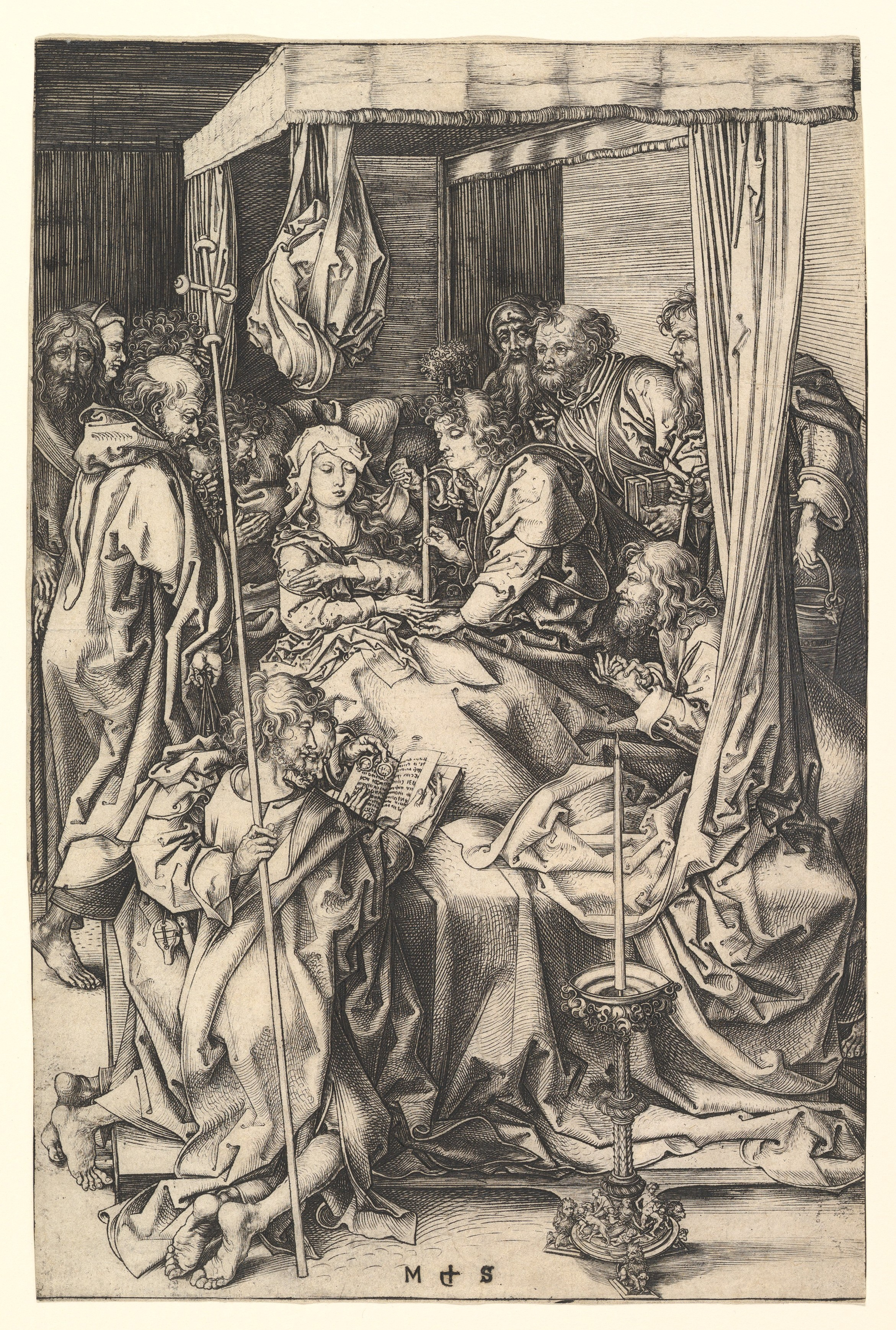
Martin Schongauer, 15e eeuw
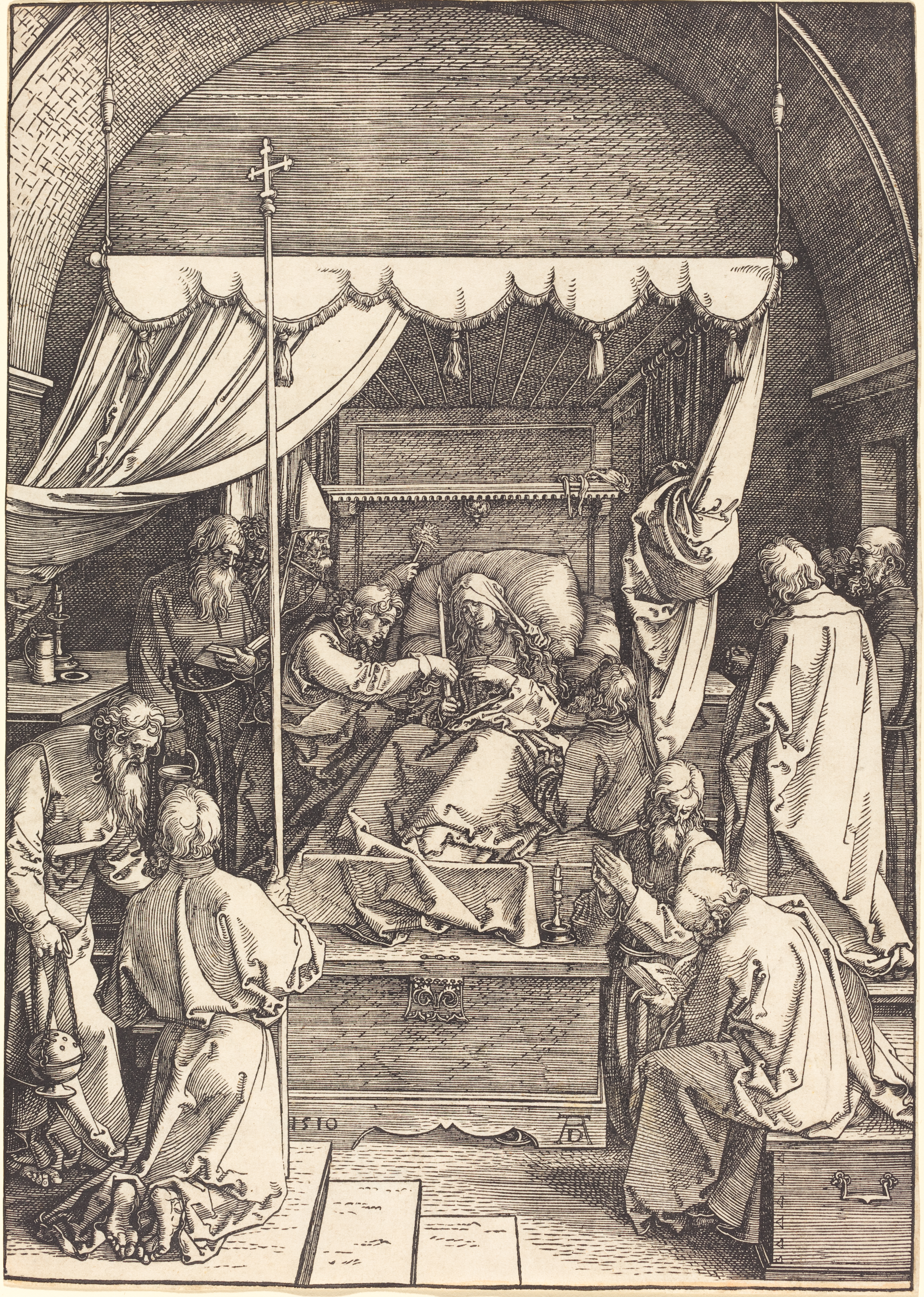
Albrecht Dürer, 1510

## Techniek
Bruegel was al vroeg vertrouwd met de grisailletechniek, want in 1551 schilderde hij de buitenluiken van het altaarstuk van de handschoenmakers voor de Mechelse Sint-Romboutskerk. Het werk overleefde zijn roerige eeuw niet, maar uit het ledenboek van de gilde weten we dat Bruegels figuren van witten ende van swerten verve moesten zijn. Enkele jaren later zag hij in Rome hoe de miniaturist Giulio Clovio omging met de monochrome techniek. Behalve de Ontslaping van Maria zijn nog twee andere zelfstandige grisailles van Bruegels hand bewaard: Christus en de overspelige vrouw en Drie soldaten. Telkens is de verf dun opgebracht zodat de witte plamuurlaag op de gepaste plekken voor luminositeit kan zorgen.

## Auteurschap en datering
Het werk is rechtsonder gesigneerd BRVEGEL (enkel te zien met een vergrootglas) en zou ook een datum hebben gedragen, maar die was bij de ontdekking al niet leesbaar en is nu ook niet meer zichtbaar. De kleine afwijkingen tegenover de ondertekening bevestigen dat het om een oorspronkelijk werk gaat, zoals vermeld op de prent van Galle (vertaling van het Latijn op de linkse cartouche: Zo volgde Philips Galle het origineel van Pieter Bruegel na). De hand van de meester is trouwens te zien in de losse penseelvoering.
Dendrochronologisch is vastgesteld dat het paneel afkomstig is van dezelfde Baltische eik als die van De vlucht naar Egypte (1563) en het Winterlandschap met vogelknip (1565). Daarom wordt het werk in die jaren gesitueerd, met het vellen van de boom niet vroeger dan 1553 als terminus post quem.

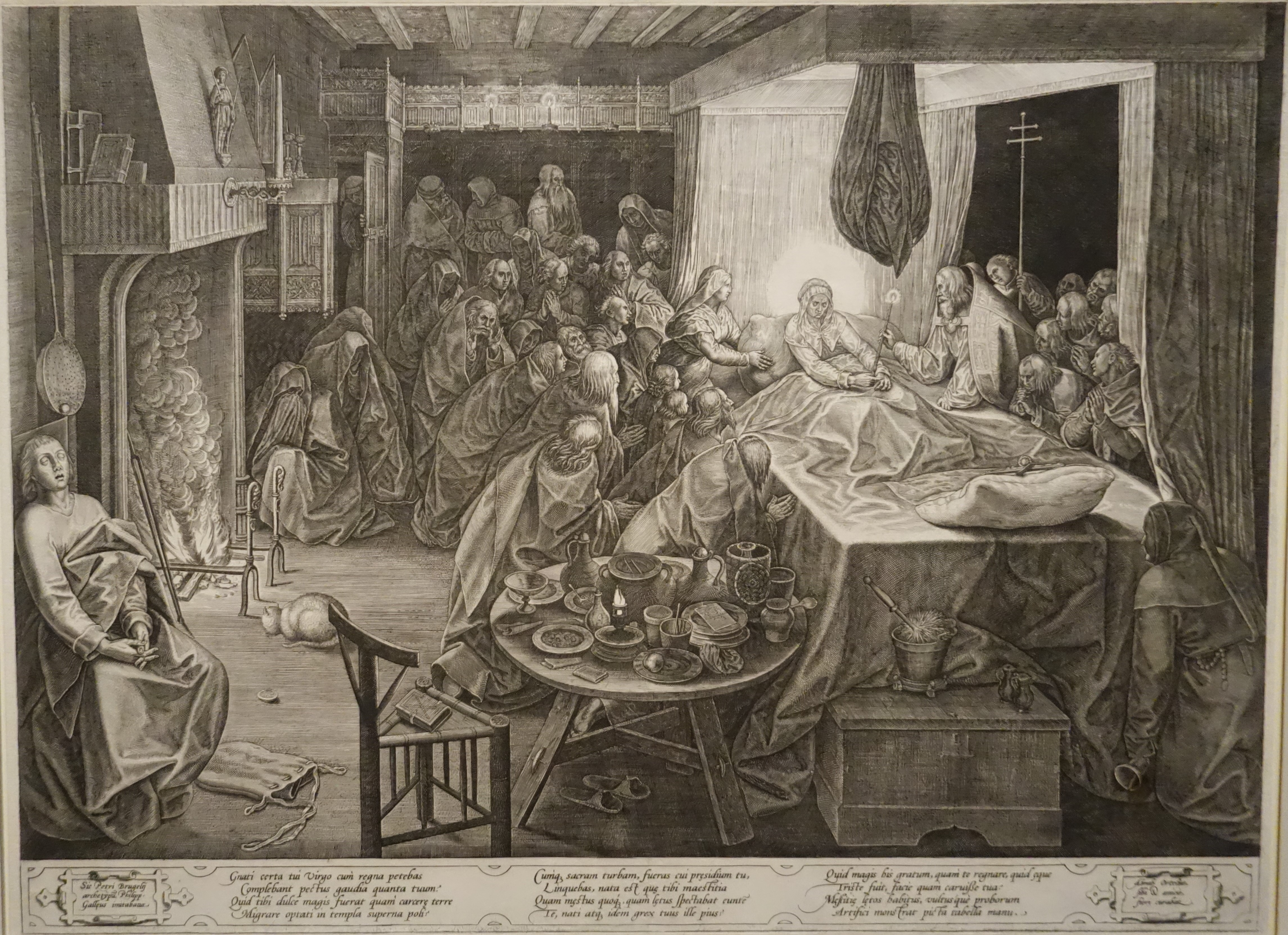
Tweede staat van de prent van Galle (1574)

## Navolging
Na Bruegels dood liet zijn goede vriend Abraham Ortelius in 1574 een prent snijden naar het schilderij door Philip Galle. Ortelius was dus de eigenaar en wellicht ook de opdrachtgever van het paneel, een kabinetstuk dat duidelijk gericht is op persoonlijke contemplatie en genot. Galle kweet zich vaardig van zijn taak en bracht allerlei details naar voren. De prent die hij sneed werd door Ortelius aan zijn vrienden bezorgd (vertaling van het Latijn op de rechtse cartouche: Abraham Ortelius liet het voor zichzelf en zijn vrienden vervaardigen). De drie Latijnse kwatrijnen zijn misschien opgesteld door Ortelius zelf en getuigen in elk geval van zijn religiositeit:
| Gnati certa tui Virgo cum regna petebas                   | Toen U, Maagd, naar het ontwijfelbaar koninkrijk van                 |
| Complebant pectus gaudia quanta tuum?                     | Uw Zoon toog, hoeveel vreugde vervulde dan Uw hart?                  |
| Quid tibi dulce magis fuerat quam carcere terr[a]e        | Wat was U zoeter geweest dan uit deze aardse kluister                |
| Migrare optati in templa superna poli?                    | te vertrekken naar het hoge uitspansel van het verbeide hemelgewelf? |
| Cumq[ue] sacram turbam, fueras cui pr[a]esidium tu,       | En toen U de gewijde menigte, wier toeverlaat U was geweest,         |
| Linquebas, nata est qu[a] e tibi maestitia                | verliet en toen U droefheid overstelpte, hoe droef ook,              |
| Quam m[a]estus quoq[ue], quam l[a]etus spectabat eunte[m] | hoe verblijd keek toe bij Uw heengaan,                               |
| Te, nati atq[ue] idem grex tuus ille pius.                | die vrome kudde van U zowel als van Uw Zoon?                         |
| Quid magis his gratum, quam te regnare, quid [a]eque      | Wat was hen dierbaarder dan dat U heerste,                           |
| Triste fuit, facie quam caruisse tua?                     | wat was hen even smartelijk dan Uw aanschijn te ontberen?            |
| M[a]estiti[a]e l[a]etos habitus, vultusque proborum       | De stemming van droefheid en de uitdrukking der vromen               |
| Artifici monstrat picta tabella manu.                     | toont deze prent gegraveerd door de hand van de kunstenaar.          |
Twee dankbetuigingen van vrienden aan Ortelius zijn bewaard. In een brief van 15 juli 1578 vond Dirck Volkertsz. Coornhert dat Bruegel en Galle zichzelf hadden overtroffen en beschreef hij wat hij in het werk zag:
Het zuchten, het wenen, het jammerlyc gescal,
My docht ic hoorde huylen, steenen en screyen
en gorglen der tranen in dit deerlyc scheyen
Daer hen nyemant can bedwingen
van droeve handen te wringen
van clagen, van kermen, van sterven verhal
Dye camer sceen doodlyc, noch docht my leefdet al.
Ook de Spaanse geleerde Benito Arias Montano bedankte Ortelius. Het werk kon blijkbaar zowel protestanten als katholieken bekoren. Er is zelfs geopperd dat de grisaille tot doel had beschuldigingen van idolatrie te voorkomen. Hoe dan ook ligt het werk inhoudelijk dichter bij het katholicisme en is het – zeker gelet op de persoonlijke band tussen Bruegel en Ortelius – een argument in handen van degenen die Bruegels orthodoxie verdedigen.
Er zijn vijf geschilderde kopieën van het werk bekend, allemaal in kleur. Vier ervan zijn aantoonbaar gebaseerd op Galles gravure. Een repliek op koper draagt een signatuur waaruit kan worden afgeleid dat hij na 1616 moet gemaakt zijn door Pieter Brueghel de Jonge. Blijkbaar achtte die het werk om commerciële of andere redenen niet geschikt voor serieproductie.

## Herkomst
Zoals veel schilderijen van Bruegel is de Ontslaping van Maria pas in de 20e eeuw herontdekt. In 1930 verschenen de eerste twee artikelen in de vakliteratuur. Toch is er geen werk van Bruegel dat beter gedocumenteerd is, onder meer dankzij de prent van Philip Galle uit 1574. De eerste bekende eigenaar was de geleerde Abraham Ortelius. Later kwam het schilderij in het bezit van Peter Paul Rubens en zijn vrouw Isabella Brant. In zijn Antwerpse woning aan de Wapper waardeerde Rubens dus een ingetogen schilderijtje dat in alles het tegenbeeld was van zijn eigen weelderige werk. Een volgende eigenaar was Peeter Stevens, die in zijn exemplaar van het Schilder-boeck aantekeningen maakte bij de talrijke Bruegels in zijn bezit. Geruime tijd later brengt het spoor van de Ontslaping ons naar de overkant van het Kanaal. Robert Langton Douglas verkocht het in 1929 aan Arthur Hamilton Lee voor zesduizend pond. Die verkocht het het jaar nadien aan Walter Samuel, de grondlegger van het in 1948 als museum geopende Upton House.